# Акакаллида
Акакаллида или Акалла (др.-греч. Ἀκακαλλίς, Ἀκάλλη) — персонаж древнегреческой мифологии. По разным вариантам мифа нимфа или принцесса из дома критского царя Миноса. Возлюбленная Аполлона или Гермеса. В древнегреческих источниках названа матерью нескольких героев-эпонимов различных городов и областей Древней Эллады.
Согласно современным представлениям в мифах об Акакаллиде нашла отображение тесная взаимосвязь между общеэллинским дельфийским и критским верованиями.

## Мифы
Древнегреческие источники называют Акакаллиду или Акаллу дочерью царя Крита Миноса и Пасифаи или Криты.
В различных источниках Акакаллида названа возлюбленной Аполлона и/или Гермеса от которых имела в разных вариациях мифов детей Амфитемиса, Кидона, Наксоса, Филакида, Филандра, Милета и Оакса.
Согласно Антонину Либералу Акакаллида побоялась гнева отца и оставила мальчика по имени Милет в лесу. По воле Аполлона к младенцу приходили волчицы и кормили молоком, до тех пор пока его не нашли пастухи.
Согласно древнегреческому географу II века н. э. Павсанию жители критского города Элира прислали в Дельфы медную скульптуру козы, кормящую двух младенцев Филакида и Филандра — сыновей Акакаллиды и Аполлона. Согласно местному мифу бог сочетался с нимфой в городе Тарра в доме Карманора.

## Толкование мифов об Акакаллиде
Акакаллида является мифологическим персонажем в котором прослеживаются тесные связи между общеэллинским дельфийским и критским верованиями. Согласно критским мифам Аполлон после убийства Пифона отправился на Крит, чтобы пройти ритуальное очищение. Ритуал проходил в доме жреца Карманора, в котором Аполлон и сошёлся с Акакаллидой. Впоследствии представление об Акакаллиде раздвоилось, вследствие чего возникли мифы о нимфе и о дочери царя Миноса.
Потомство Акакаллиды представлено героями-эпонимами различных городов и областей. Эти мифы являются результатом желания тех или иных племён и городов видеть олимпийских богов Гермеса или Аполлона, а также легендарного критского царя Миноса своими родоначальниками. Они лишены ярких эротических мотивов любовных связей Акакаллиды, детально описывая обстоятельства рождения и ранних лет того или иного героя.